# 串珠藻目
串珠藻目（学名：Batrachospermales）为红藻纲的一个目。

## 下级分类
本目包括以下科：
- 串珠藻科 Batrachospermaceae
- 鱼子菜科 Lemaneaceae
- 裸管藻科 Psilosiphonaceae